# Sklep walutowy
Sklep walutowy – określenie sklepów w krajach o gospodarce socjalistycznej, których pieniądz nie był wymienialny. Transakcji w takich sklepach dokonywało się walutami wymienialnymi i ewentualnie ich substytutami – bonami walutowymi. Ze sklepów walutowych mogli korzystać posiadacze walut wymienialnych lub bonów walutowych, a w niektórych krajach tylko obcokrajowcy i uprzywilejowani obywatele, np. pracujący za granicą lub opłacani częściowo w walutach wymienialnych marynarze flot handlowych i lotnicy linii cywilnych obsługujący porty strefy niesocjalistycznej.
Pierwsze sklepy walutowe pod nazwą Torgsin działały w ZSRR w latach 1931–1936. Sklepy walutowe funkcjonują do dziś, m.in. na Kubie.
Nazwy wybranych sieci sklepów walutowych:
- Polska – Pewex, Baltona, Carbon (od 1988), Igloopex (od 1989)
- NRD – Intershop
- Czechosłowacja – Tuzex
- Bułgaria – Corecom(inne języki)
- Rumunia – Comturist(inne języki)
- Węgry – od 1949 IKKA (IBUSZ Külföldi Kereskedelmi Akció), od 1968 Intertourist[1]
- ZSRR
  - Rosyjska Federacyjna Socjalistyczna Republika Radziecka – Bieriozka (od 1964)
  - Azerbejdżańska Socjalistyczna Republika Radziecka – Czinara
  - Ukraińska Socjalistyczna Republika Radziecka – Kasztan
  - Łotewska Socjalistyczna Republika Radziecka – Dzintars
  - Litewska Socjalistyczna Republika Radziecka – Valiutinė parduotuvė (sklep walutowy)